# IJ
IJ bzw. ij ist ein Digraph in der niederländischen Sprache. Es handelt sich also um einen Laut, der mit zwei Buchstaben dargestellt wird. Der Laut ist ein Diphthong (ausgesprochen [ɛɪ]). Seltener steht das IJ für einen einfachen Vokal ([⁠ə⁠] oder ausnahmsweise [⁠i⁠]). Im Niederländischen nennt man den Digraphen das lange IJ im Gegensatz zum korte ei, das genauso ausgesprochen wird.
In den allermeisten Texten erscheint das IJ als zwei Buchstaben. Fängt ein Wort mit IJ an, und schreibt man das Wort groß (etwa als Eigenname oder wegen des Satzanfanges), dann schreibt man beide Buchstaben groß. Ein Beispiel ist das IJsselmeer. Das ist eine Besonderheit und Ausnahme bei den niederländischen Buchstabenkombinationen. Außerdem sieht man manchmal, in älteren Schriften oder in der Reklame, das IJ als eine Ligatur dargestellt, also als eine grafische Verbindung zweier Buchstaben. Dabei verschmelzen I und J auf die eine oder andere Weise, so dass das IJ einem Y ähnlich sehen kann.
Das IJ ist kein eigener Buchstabe und wird auch nicht im Alphabet aufgelistet. Allerdings wird das Y im Alphabet als [ɛɪ] ausgesprochen, wofür es keinen Grund gibt, der mit dem Buchstaben Y zu tun hätte. Diese Aussprache stammt vom lange IJ.

Vergleich von (1) ij (Einzelbuchstaben), (2) ij (Ligatur), (3) y mit Trema und (4) y in der Schriftart Garamond. In der Kursiven wird zum einen deutlich, dass es sich um eine Ligatur handelt, zum anderen veranschaulicht, warum ij im französischen Sprachraum als ÿ fehlinterpretiert werden konnte.

## Ursprung und Verwendung

IJ-Ligatur im Firmenlogo des Nahverkehrsunternehmens De Lijn

Seinen Ursprung hatte dieses Zeichen wahrscheinlich in einem doppelten I, auf Grund besserer Lesbarkeit wurde das zweite I später verlängert. Damals schrieb man i nämlich ohne Punkt, also ı, und deshalb ähnelte die Kombination ıı dem u  in der Handschrift. Es entwickelte sich dann zu einem eigenständigen Schriftzeichen, das am Wortanfang durchgängig großgeschrieben wird. Dies wird auch dadurch deutlich, dass in niederländischen Kreuzworträtseln nur ein Kästchen für das IJ vorgesehen ist, genauso wie im beliebten Ratespiel Lingo. Viele niederländische Schreibmaschinen haben auch eine eigene Taste für das ij (nur Kleinschrift). Diese Tatsachen unterstützen auch die Argumentation derjenigen, die das IJ als eigenständigen Buchstaben betrachten. In Wörterbüchern und in der offiziellen Wörterliste (het Groene Boekje) – jedoch nicht in Enzyklopädien und Telefonbüchern – wird ij zwischen ii und ik sortiert.
Wird der Wort- oder Satzakzent mittels Akut gekennzeichnet, so steht prinzipiell über beiden Bestandteilen des Digraphs je ein Akzent und nicht nur einer über dem kompletten Digraphen: „in míj́n huis“ (in meinem Haus). Da es in Textverarbeitungsprogrammen schwierig ist, den Akzent über dem j einzugeben, entfällt er dort jedoch zumeist: „in míjn huis“.

## Ausnahmen
Es gibt im Niederländischen auch Wörter (wie bijectie) in denen i und j zwar nebeneinander vorkommen, aber keine Ligatur formen, weil sie Teil verschiedener Silben sind.

## Gleichstellung mit dem Y

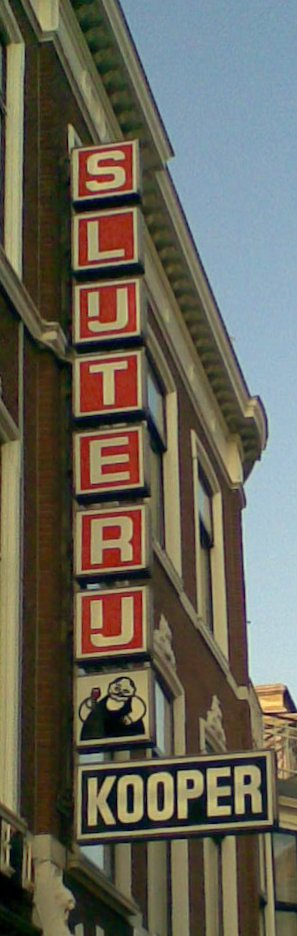
IJ als Ligatur

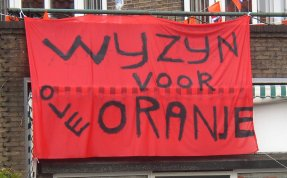
Eine handgeschriebene Form des IJ:
Wij zijn voor Oranje (Olé)

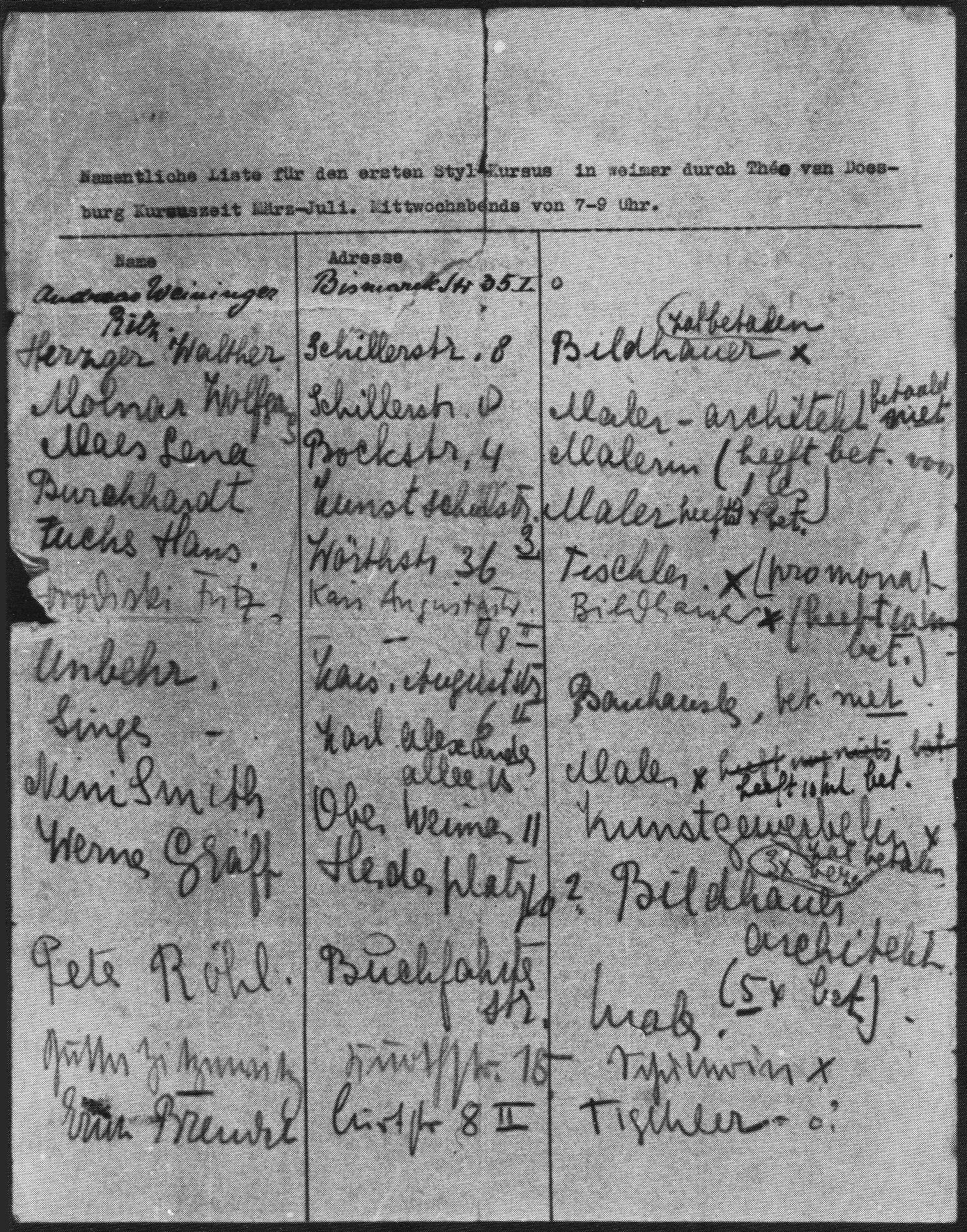
Teilnehmerliste für einen Kurs der Künstlergruppe de Stijl 1922. In der maschinenschriftlichen Überschrift heißt die Gruppe Styl.

Im 18. und 19. Jahrhundert begannen Drucker, für das IJ eigene Lettern zu benutzen. Diese sahen aus wie ein Y mit Trema, Ÿ. Daraus entstand die fälschliche Gleichstellung des IJ mit dem Y, das im Niederländischen fast ausschließlich in Fremdwörtern vorkommt. Unterstützt wird dies dadurch, dass das Y im aus dem Niederländischen entstandenen Afrikaans den Platz des IJ einnimmt, und durch Eigennamen wie z. B. den der Gattin Rembrandts, Saskia van Uylenburgh. In niederländischen Telefonbüchern wird das IJ gleichgestellt mit Y. Auf diese Weise kann man ähnliche Namen wie z. B. Bruijn und Bruyn einfach finden, auch wenn die genaue Schreibweise unbekannt ist. Einen Unterschied hört man nämlich nicht. Nur Bruin (ebenfalls mit der gleichen Aussprache) findet man so nicht.
Der Gewässername IJ (bei Amsterdam) wurde früher als Y geschrieben. Das veranlasste Johann Peter Hebel in Kannitverstan, von einem Ypsilon zu schreiben. Tatsächlich stammt der Name IJ von einem alten Wort für Wasser, und der Fluss sieht auch nicht etwa wie ein Ypsilon aus.
Manche Niederländer sind der Meinung, ihr Alphabet ende mit X, IJ, Z, da sie im Schulunterricht gelernt haben, in der Aufzählung X, Y, Z den Buchstaben Y als IJ auszusprechen.

## IJ in der Datenverarbeitung
Textverarbeitungsprogramme besitzen häufig eine automatische Korrekturfunktion für Wörter, die (meist versehentlich) mit zwei Großbuchstaben getippt werden. Sie ändern daher fast immer IJ zu Ij ab.
Die Zeichensätze ASCII und ISO 8859-1 enthalten das IJ nicht als Einzelzeichen, in Unicode, ISO 6937 und in der Cork-Kodierung ist es jedoch vorhanden. Die Ligatur hat den HTML-Code: &#306; für Ĳ und &#307; für ĳ. Von der Anwendung dieser Zeichen wird jedoch abgeraten: die Verwendung von zwei Buchstaben wird bevorzugt.
In TeX und LaTeX gibt es keinen Standardbefehl für das IJ. Im Paket babel sind die Befehle \IJ für das große IJ und \ij für das kleine ij definiert, unabhängig von der gewählten Sprachoption.

## Nachweise
1. ↑  Is het alfabet het ABC of het abc? En is het van a tot z of van A tot Z? In: onzetaal.nl. Abgerufen am 17. Februar 2025 (niederländisch).
2. ↑  Nederlandse Taalunie: Klemtoonteken (algemeen) auf taaladvies.net, abgerufen am 17. April 2018.
3. ↑  IJ: plaats in alfabet im Sprachratgeber der Genootschap Onze Taal („Gesellschaft Unsere Sprache“), Den Haag 2011/2018.
4. ↑  Johan W. van Wingen: ANNEX 2. Rules for the use of the IJ in public records. In: Character sets. Letters, Tokens and Codes. UAZone.org, 14. April 1999, abgerufen am 12. Oktober 2012 (englisch).
5. ↑  Kent Spielmann: Unicode two and three Latin letter combinations. In: NRSI: Computers & Writing Systems. SIL International, 31. August 2005, abgerufen am 12. Oktober 2012 (englisch).